# Aragón Noticias
Aragón Noticias es el espacio informativo de Aragón TV desde el nacimiento de la cadena, en 2006.

## Historia
Aragón Noticias comenzó sus emisiones el 21 de abril de 2006, a la vez que la cadena en la que se emite.
El informativo mantiene 3 ediciones desde el nacimiento: Buenos días Aragón, Aragón Noticias 1 y Aragón Noticias 2 (que se emite también en redifusión adaptada de madrugada).

## Equipo

### Buenos días Aragón
Buenos días (BD) es el informativo matinal, que se emite de lunes a viernes de 8:00 a 10:30. Además, incluye un magacín con entrevistas y temas sociales y culturales, entre otras cosas.
- Noticias: Manuel Gómez
- Copresentadora: Blanca Escorihuela
- Meteorología: David Fernández

### Aragón Noticias 1
Aragón Noticias 1 (AN 1) es la primera edición del informativo, que se emite de lunes a viernes de 14:00 a 15:10.
- Noticias: Javier Gastón y Noemí Núñez
- Deportes: Sergio Melendo
- Meteorología: Eva Berlanga

### Aragón Noticias 2
Aragón Noticias 2 (AN 2) es la segunda edición del informativo, que se emite de lunes a viernes de 20:30 a 21:35.
- Noticias: Mirtha Orallo y Jacobo Fernández
- Deportes: Pedro Hernández
- Meteorología: Eduardo Lolumo

### Aragón Noticias Fin de Semana
Aragón Noticias Fin de Semana (AN FDS) son las ediciones de fin de semana del informativo, que se emiten los sábados y domingos de 14:00 a 14:55 y de 20:30 a 21:25.
- Noticias: Carlos Conde
- Deportes: Jorge San Martín
- Meteorología: Cristina López de Val

## Imagen Corporativa
- 2006-2009:

Aragón Noticias nació con una imagen basada en tonos azules y amarillos, con rótulos azules y reloj blanco debajo del logo de la cadena.
En la cabecera se da protagonismo al globo terráqueo.
- 2009-2013:

Aragón Noticias deja de lado el azul y amarillo, dando paso a colores nuevos, naranja y negro.
El plató cambia y en la cabecera se sigue dando protagonismo al globo terráqueo, pero con especial protagonismo en España y Aragón.
Los rótulos son naranjas, blancos y negros con relieve 3D.

- 2013-2022:

Mantienen los colores, pero el plató cambia ligeramente y los rótulos y logos se adaptan, siendo ahora con esquinas triangulares.
En 2018, pasaron a tener micrófonos propios para los informativos.

- 2022-presente:

La CARTV incluía en su presupuesto para 2020 la renovación de la imagen corporativa y plató de Aragón Noticias, pero tras la crisis generada por la pandemia de COVID-19, quedó aplazado hasta 2022. Se estrenó el 10 de enero de 2022. El plató cuenta con una pantalla LED de 18 metros cuadrados. Además, se estrenó nueva imagen, sintonía y cabecera.